# Food Chemistry
Food Chemistry, abgekürzt Food Chem.,  ist eine wissenschaftliche Fachzeitschrift, die vom Elsevier-Verlag veröffentlicht wird. Die erste Ausgabe erschien im Jahr 1976. Derzeit erscheint die Zeitschrift mit 24 Ausgaben im Jahr. Es werden Artikel veröffentlicht, die sich mit der Chemie und Biochemie von Lebensmitteln sowie den verwendeten analytischen Methoden beschäftigen.
Der Impact Factor lag im Jahr 2014 bei 3,391. Nach der Statistik des ISI Web of Knowledge wird das Journal mit diesem Impact Factor in der Kategorie angewandte Chemie an achter Stelle von 70 Zeitschriften, in der Kategorie Lebensmittelwissenschaft & -technologie an achter Stelle von 123 Zeitschriften und in der Kategorie Ernährung und Diätetik an 19. Stelle von 77 Zeitschriften geführt. Aktuell liegt der Impact Factor bei 8,5 (Stand 2024).